# 中国2010年上海世界博览会巴基斯坦馆
中国2010年上海世界博览会巴基斯坦馆等比例复制了拉合尔古堡，参观者可以翻阅电子书，观看水幕投影，了解巴基斯坦。

## 介绍
巴基斯坦馆是一个自建馆，占地面积2000平方米，位于A片区，参展主题为：基于城市多样化的和谐。